# Ciona
Ciona — рід покривників-асцидій родини Cionidae.

## Опис
Тіло Ciona мішкоподібне і вкрите слизистою оболонкою, яка є виділенням клітин епідермісу. Тіло прикріплюється до постійної основи, розташованої в задній частині, а передня частина має два отвори, ротовий і клоакальний сифони. Вода втягується в асцидію через щічний сифон і виходить з атріуму через атріальний сифон.

## Розмноження
Це гермафродити, що випускають одночасно сперму та яйця в навколишню морську воду. C. intestinalis є самостерильним, тому його використовували для вивчення механізму самонесумісності. C. savigny має високу самофертильність, але невласна сперма перевершує самостійну сперму в аналізах конкуренції запліднення. Механізми, що сприяють несамозаплідненню, можливо, розвинулися, щоб уникнути інбридингової депресії та сприяти ауткросингу, що дозволяє маскувати шкідливі рецесивні мутації.

## Види
Включає види:
- Ciona antarctica Hartmeyer, 1911
- Ciona edwardsi Roule, 1884
- Ciona fascicularis Hancock, 1870
- Ciona gelatinosa Bonnevie, 1896
- Ciona hoshinoi Monniot C., 1991
- Ciona imperfecta Monniot C. & Monniot F., 1977
- Ciona intermedia Mastrototaro, 2020
- Ciona intestinalis (Linnaeus, 1767)
- Ciona longissima Hartmeyer, 1899
- Ciona mollis Ritter, 1907
- Ciona pomponiae Monniot C. & Monniot F., 1989
- Ciona robusta Hoshino & Tokioka, 1967
- Ciona roulei Lahille, 1887
- Ciona savignyi Herdman, 1882
- Ciona sheikoi Sanamyan, 1998